# Seznam evroposlancev s Cipra
Seznam evroposlancev s Cipra je krovni seznam.

## Seznami
- seznam evroposlancev s Cipra (2004-2009)
- seznam evroposlancev iz Cipra (2009-2014)
- poimenski seznam evroposlancev s Cipra